# 4-й военный округ (вермахт)
4-й военный округ(нем. Wehrkreis IV) — единица военно-административного деления Вооруженных сил Германии во времена Веймарской республики и нацистской Германии.

## Сформированные дивизии

### 4-я волна мобилизации
- 255-я пехотная дивизия

## Командование
Командующие:

### Рейхсвер
- Генерал-лейтенант Георг Людвиг Маркер (30 сентября 1919 — 28 марта 1920);
- Генерал пехоты Паулюс фон Штольцманн (28 марта 1920 — 16 июня 1921) ;
- Генерал-лейтенант Альфред Мюллер (16 июня 1921 — 29 мая 1925);
- Генерал пехоты Рихард фон Павельц (29 октября 1925 — 1 июня 1926) ;
- Генерал пехоты Эрих Вульварт (1 июня 1926 — 1 января 1929);
- Генерал пехоты Эдвин фон Штюльпнагель (1 января 1929 — 1 ноября 1931)
- Генерал-лейтенант, барон фон Курт фон Гейнант (1 ноября 1931 — 30 сентября 1933);

### Вермахт
- Генерал пехоты Вильгельм Лист (1 октября 1933 — 4 февраля 1938);
- Генерал пехоты Виктор фон Шведлер (4 февраля 1938 — 26 августа 1939);
- Генерал пехоты, барон Александр фон Фолкенхаузен (1 сентября 1939 — 20 мая 1940);
- Генерал пехоты Эрих Вульварт (20 мая 1940 — 30 апреля 1942);
- Генерал пехоты Вальтер Шрот (30 апреля 1942 — 1 марта 1943);
- Генерал пехоты Виктор фон Шведлер (1 марта 1943 — 31 января 1945);
- Генерал пехоты Ганс Вольфганг Рейнхард (31 января — 10 апреля 1945);
- Генерал танковых войск Вальтер Крюгер (10 апреля — 8 мая 1945).